# Kościół św. Jana Chrzciciela w Białymstoku
Kościół świętego Jana Chrzciciela w Białymstoku – rzymskokatolicki kościół parafialny należący do parafii pod tym samym wezwaniem (dekanat Białystok - Dojlidy archidiecezji białostockiej).
Budowa kaplicy oraz domu parafialnego, zaprojektowanych przez inżyniera architekta Bogdana Cimochowicza, została rozpoczęta w dniu 22 sierpnia 2003 roku. Projekt wnętrza to wspólne dzieło Doroty Łabanowskiej i Józefa Zdziecha, który jest również autorem obrazu umieszczonego w ołtarzu głównym. Witraże zostały wykonane przez Jarosława Trojana. W dniu 28 listopada 2004 roku arcybiskup Wojciech Ziemba poświęcił cały kompleks zabudowań, do którego należą: kaplica, dom parafialny i plebania.